# Петропавловская церковь (Нагорный Иштан)
Петропавловская церковь (Нагорный Иштан) — одноэтажный деревянный крестово-купольный храм в деревне Нагорный Иштан Томской области. Был построен в 1872 году в русском стиле с использованием элементов позднего классицизма. Охраняется государством, памятник регионального значения.

## Архитектура
Храм построен на каменном фундаменте, рублен «в обло» — тесовая обшивка прикрывает места соединений и угловые концы брёвен выступают на 20-30 сантиметров. Применение такового метода оправдано: несмотря на перерасход древесины за счёт выступающих угловых остатков, сруб становится более устойчивым, так как стены защищены от дождя.
План имеет трёхчастную композицию:
1. Колокольня на входе на кирпичном основании. Сделана из бревен средней величины «в обло». Четверик по высоте сходится с основным объёмом храма, но колокольня всё же является вертикальной доминантой за счёт использования шатрового завершения с маленькой луковичной главкой, поставленного на вытянутый восьмерик, образуя традиционную для русской архитектуры композицию «восьмерик на четверике». Над каждой из восьми его граней сделаны небольшие декоративные кокошники, причем над широкими гранями, совпадающими со сторонами света поставлены, соответственно, ложные закомары больше, чем над угловыми секциями. Этот простой прием создает динамичное восприятие храма.
2. Трапезная, соединенная с основным пространством переходом. В высоту ниже, чем примыкающие объемы, но по ширине такая же как апсида. Имеет двускатное перекрытие.
3. Основное пространство храма — наос с алтарным прямоугольным прирубом. Является высоким четвериком с купольным завершением на низком восьмерике и маленькой луковичной главкой на восьмигранном барабане

Декоративные приемы в убранстве церкви весьма скромные, но тем не менее выявляют умение архитекторов: высокие оконные проемы были обрамлены наличниками (на сегодняшний день не сохранились) Окна восьмерика колокольни изящно оформлены кувшинообразными пилястрами. Венчающие карнизы имеют профилировку. На севере и юге трапезная и аттик храма декорированы треугольными фронтонами с восьмиугольными медальонами-нишам в тимпанах (сохранились с северной стороны и на аттике нижнего яруса колокольни). Грани обоих четвериков и восьмериков выделены волнообразными накладными декоративными элементами.
По состоянию на 2020 год здание аварийное, внутрь попасть невозможно. Однако по фотографиям 2016 года можно судить о наличии лепнины и розеток в декоре интерьера. Перекрытие подкупольного пространства имитирует восьмилотковый сомкнутый свод, стены были оштукатурены. Все три части храма соединены между собой пятигранными дверными проёмами.

## Захоронения
Рядом с храмом сохранилось 4 надгробные плиты и, возможно, захоронения:
- Надгробие Векшина Льва Прокопьевича (отмечена дата смерти 26.10.1903) из черного мрамора с гранитом. Лев Прокопьевич скупал золото по области, возможно, именно он пожертвовал деньги на строительство церкви.[1]
- Надгробие Векшиной Харитины Никитичны (отмечены годы жизни 1821—1891 и сделана эпитафия вокруг рельефного креста «Упокой, Господи, душу рабы твоей») из черного мрамора с гранитом.

- Надгробие из белого мрамора — предполагается, что оно принесено с местного кладбища в начале XX века. Надпись гласит: «Юлия Александровна Захарова скончалась 26 декабря 1916 г. на 58 году. Мир праху твоему…» (конец надписи утрачен)
- Надгробие из жёлтого песчаника. Надпись: «Под сим камнем покоится Тело Младенца Иоанна Пиленкова род. в 1884 г. сконч. 22 апр. того же Году. Спи, наш Сын Милой, до радостного Утра» (измененная эпитафия на смерть младенца, сочинённая Н. М. Карамзиным: «Покойся, милый прах, до радостного утра!»).

## История
Уже в 1598 году были сведения о существовании прихода, а значит и деревянной церкви в селе Иштанском, принадлежащем тогда первому острогу Томской губернии — Нарыму.
В 1864 году был возведен деревянный однопрестольный храм с колокольней, имел посвящение Живоначальной Троицы. Число прихожан — 1940 душ обоего пола. Эта церковь сгорела и была построена новая в 1872 году, которая и сохранилась до наших дней.
В 1940 церковь была закрыта и переоборудована в читальный зал. В какой-то момент он перестал пользоваться спросом и был закрыт.

В сентябре 1962 года председателем Моряковского поселкового совета была сделана просьба от имени народа снести церковь, но не была реализована :

«В деревне Нагорный Иштан находится здание церкви, оно уже 30 лет не работает, строение ветхое, может обвалится и придавить людей. Церковь стоит на кирпичном фундаменте, кирпич хороший и может пригодиться в производстве. Прошу рассмотреть этот вопрос и дать разрешение на слом церкви»
В 1978 году здесь велись съемки эпизодов фильма «Сибириада» Андрея Кончаловского. Были построены дополнительные декорации: кладбище, деревянная пристань под горой — у местных жителей появилась надежда, что окрестности церкви станут местной достопримечательностью, и здание будет восстановлено, но этого не произошло.
Главные опасения вызывает само место расположения — церковь стоит в нескольких метрах от высокого обрыва, который подвержен оползням — в 2018 году в зоне обрушения оказались некоторые дома на улице Церковной.
Разрушающийся памятник сибирского зодчества привлекает к себе внимание общественности, особенно в течение последних лет. В 2019 году был создан проект «Нагорный Иштан» в Томском региональном отделении Всероссийского общества охраны памятников истории и культуры, целью которого является привлечение внимания к памятнику для его восстановления. С этого момента стали постоянно проводить субботники, приводить в порядок территорию храма.
4-5 октября 2019 года на территории церковной усадьбы прошел фестиваль «Архитектура деревень Сибири», где были представлены проекты реставрации и отчеты волонтеров о проделанной за год существования проекта работы.
В июле 2020 года по заказу комитета по охране объектов культурного наследия Томской области Сибирский региональный центр ГМСН (филиал ФГБУ «Гидроспецгеология») в ходе экспертизы геологических процессов заключил о необратимости оползня. Глава комитета Елена Перетягина приняла решение о переносе церкви в деревню Хромовка с целью создания там единого паломнического комплекса на месте пребывания старца Фёдора Кузьмича. Как реакция, было выдвинуто противоположное мнение о том, что здание находится в таком ветхом состоянии, что просто не перенесёт перенос и будет навсегда утрачено.
Споры о дальнейшей судьбе храма продолжаются. 5 сентября 2020 года прошел молебен с участием местных жителей и представителей Томской епархии о восстановлении храма.

## Список служителей церкви
| Священники | Священники                            | Причт     | Причт                                      |
| Дата       | ФИО                                   | Дата      | ФИО                                        |
| ---------- | ------------------------------------- | --------- | ------------------------------------------ |
| 1873-1878  | Афанасий Васильевич Васильев          | 1873-1878 | Николай Андреевич Покровский               |
| 1879-1881  | Николай Андреевич Покровский          | 1881-1882 | Елеферий, Е.Тюменцев                       |
| 1881       | Иван Пудовиков (прич.)                | 1886-1893 | Василий Александрович Плотников            |
| 1883       | Даниил Яковинский                     | 1895-1896 | Алексей Николаевич Авдаков                 |
| 1885-1887  | Тимофей Васильевич Дружинин           | 1897-1898 | Андрей Иванович Хаов                       |
| 1888-1890  | Арсений Иоаннович Кикин               | 1898      | Николай Александрович Сосунов              |
| 1893-1899  | Андрей Иванович Меньшенин             | 1903      | Евгений Гирсамов                           |
| 1899-1906  | Дмитрий Федорович Красносельский      | 1904-1905 | Дмитрий Васильевич Третьяков               |
| 1906-19011 | Иоанн Иоаннович Крылов                | 1904      | Александр Петров                           |
| 1911-1917  | Павел Иванович Меныденин              | 1905-1911 | Федор Степанович Кирьнов                   |
| 1931-1933  | протоиерей Иван Варфоломеевич Мальцев | 1911-1912 | Дмитрий Николаевич Рассохин                |
|            |                                       | 1912-1913 | Даниил Логвинов                            |
|            |                                       | 1913-1914 | Сергей Иоаннович Соловьев                  |
|            |                                       | 1914      | Виктор Меныпенин, Иоанн Алексеевич Яхонтов |

## Галерея

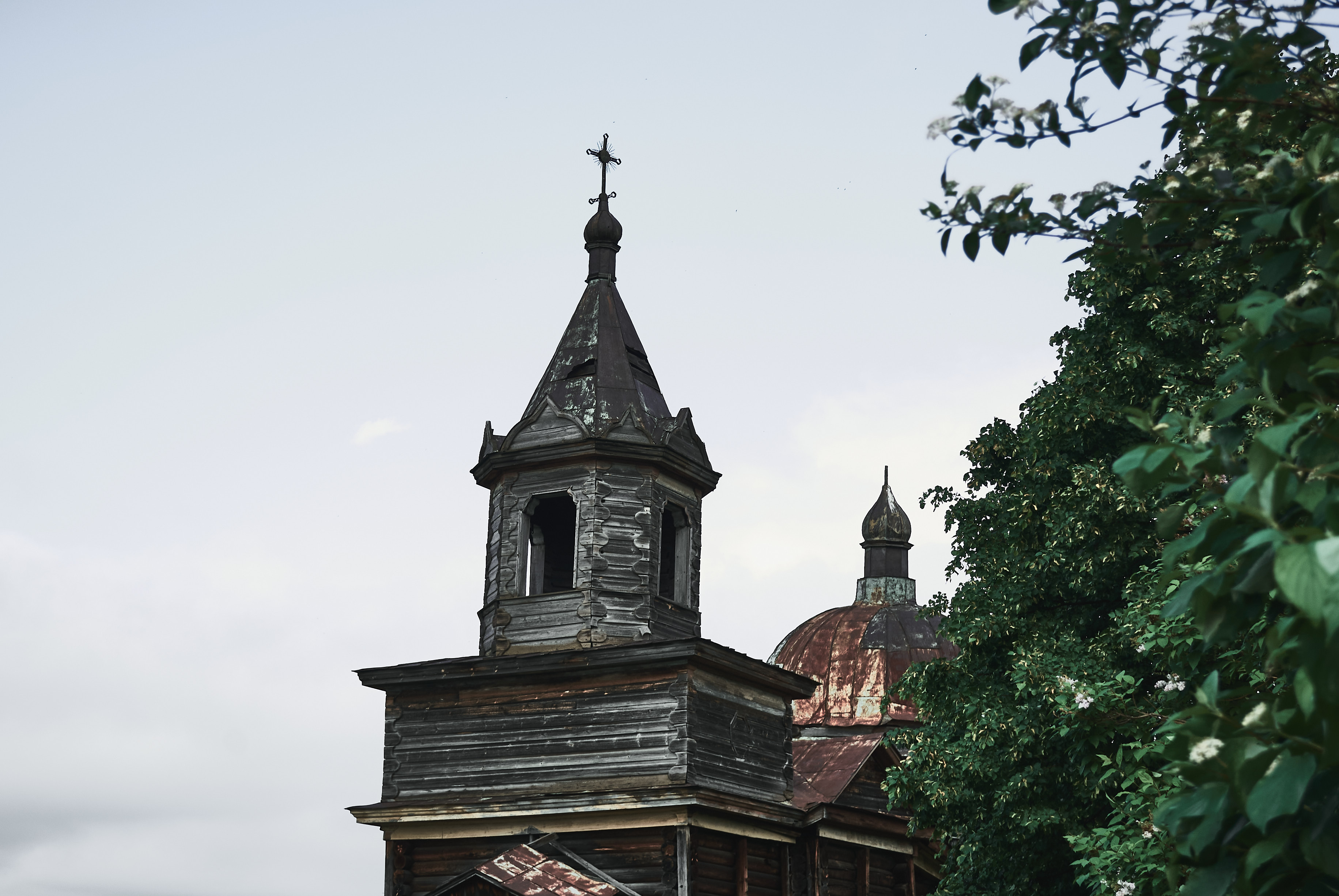
Вид с юго-запада
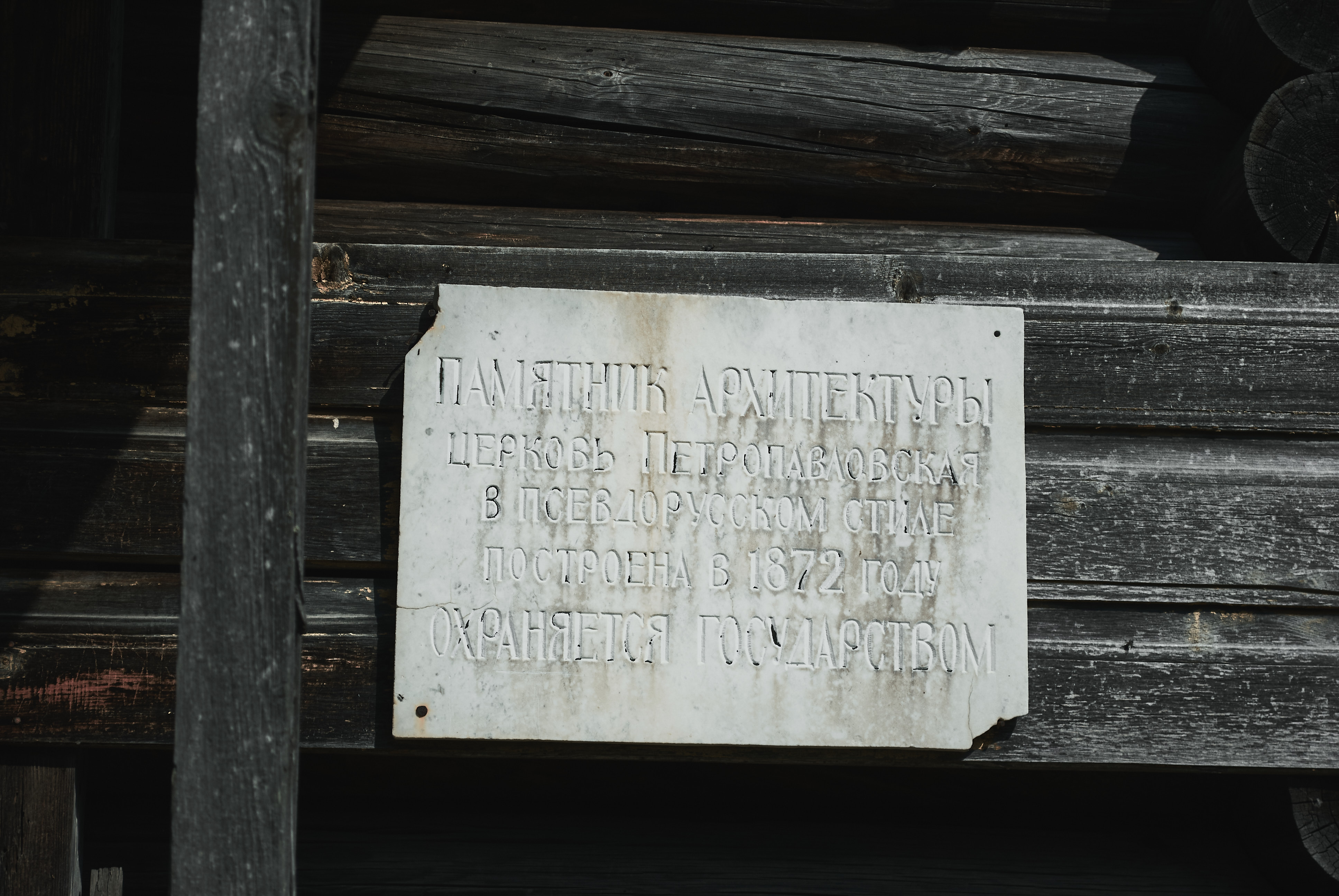
Памятная доска
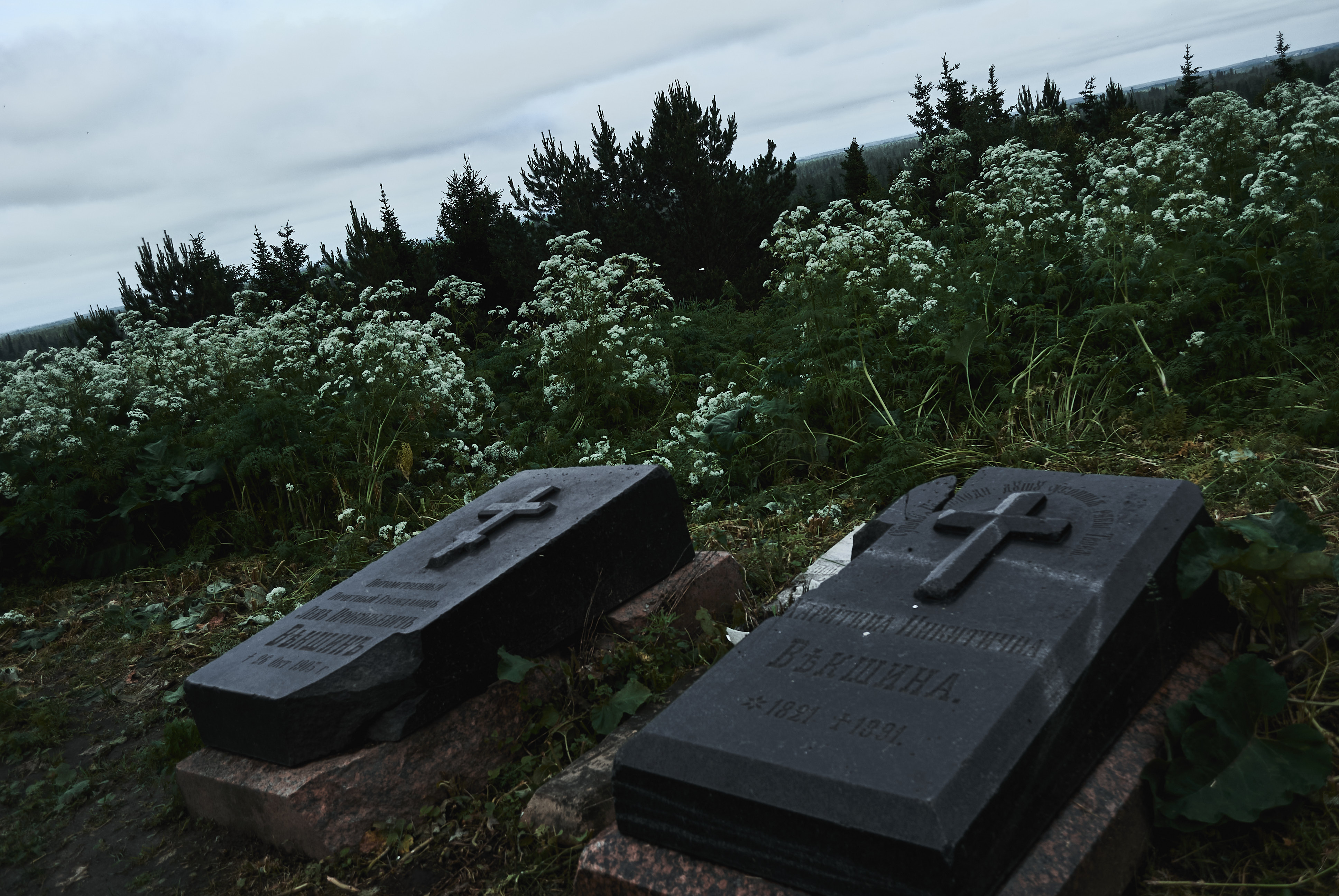
Надгробные плиты Векшина Льва Прокопьевича и Векшиной Харитины Никитичны
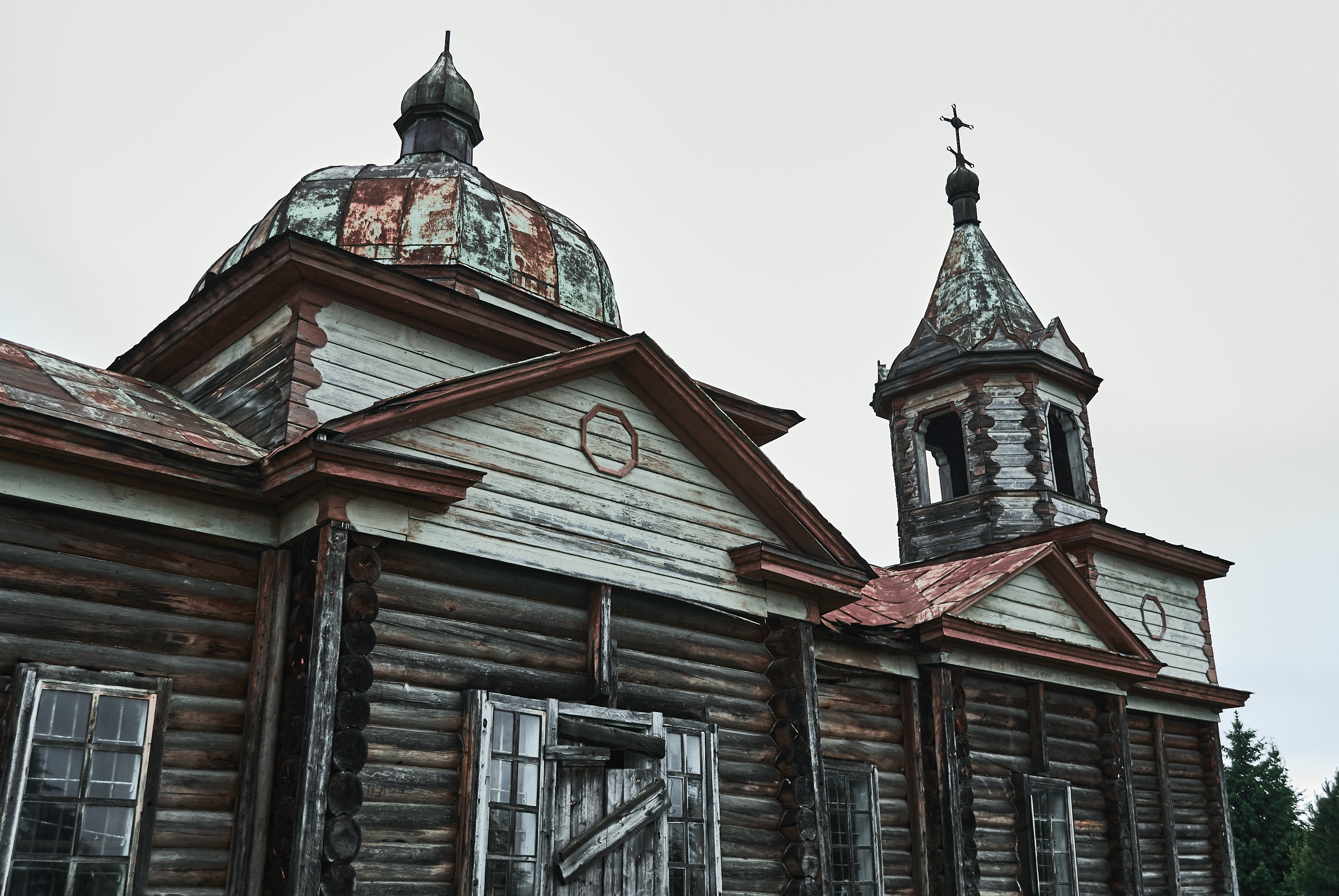
Вид с севера

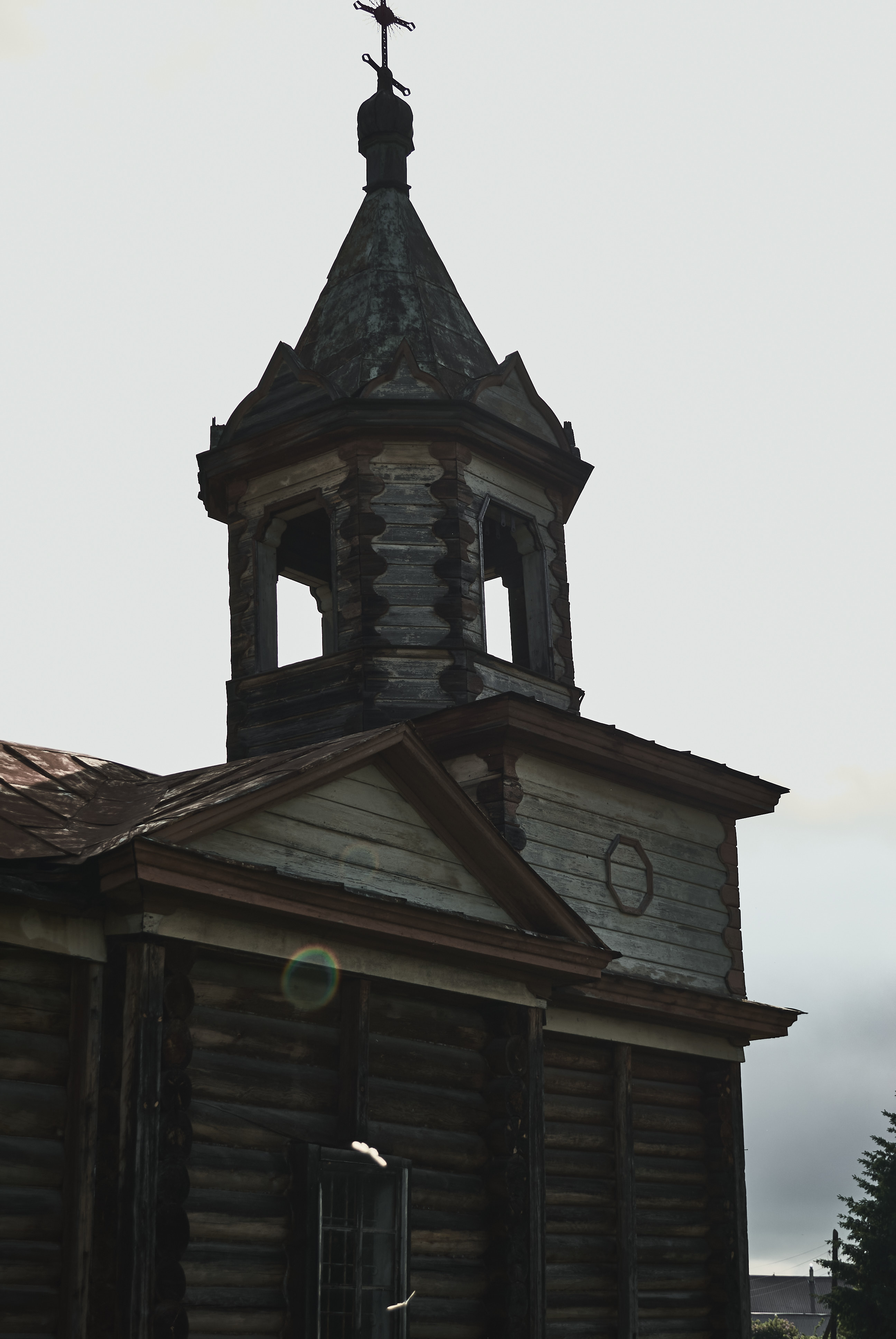
Звонница, вид с северо-запада
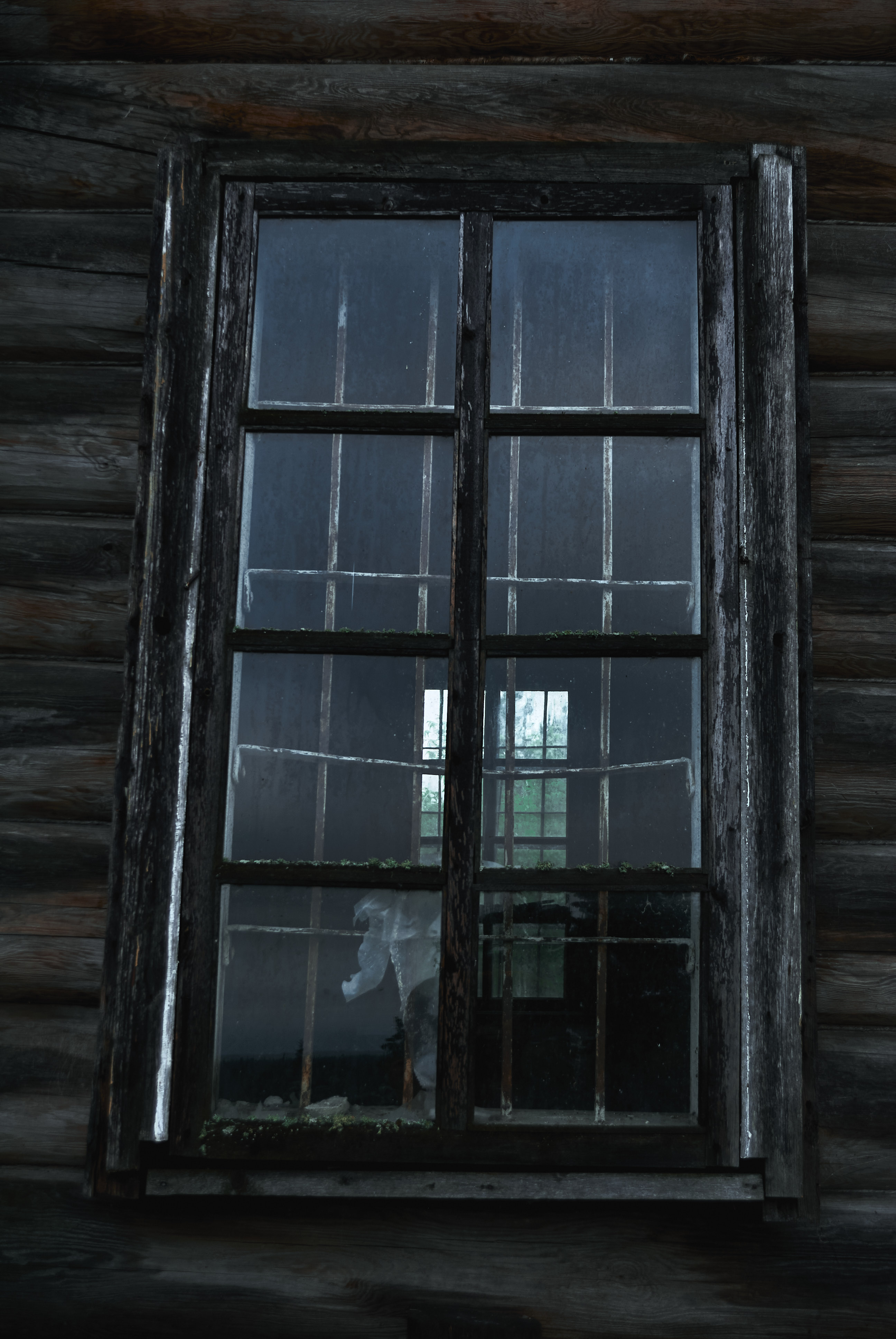
Окно Петропавловской церкви
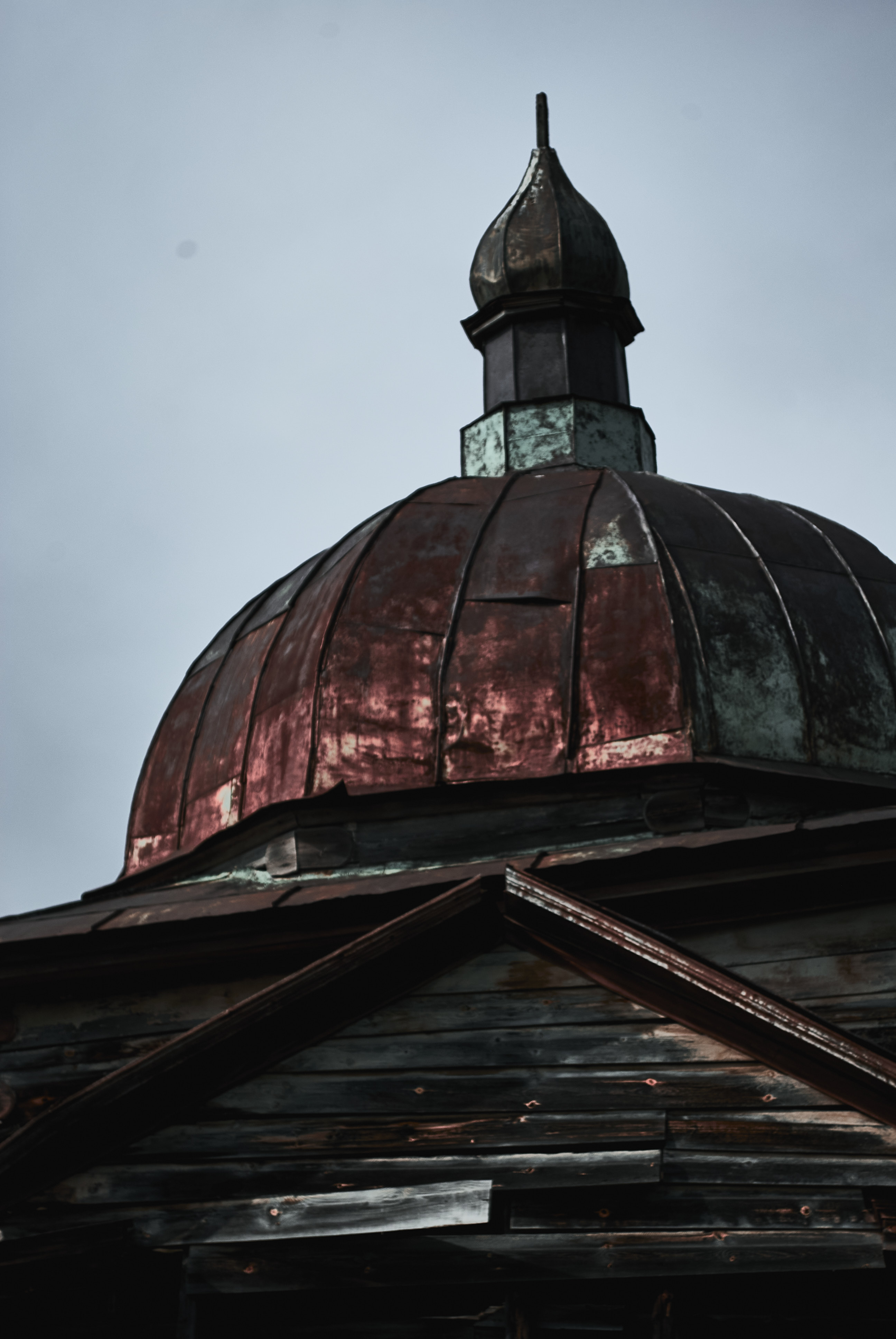
Купол церкви
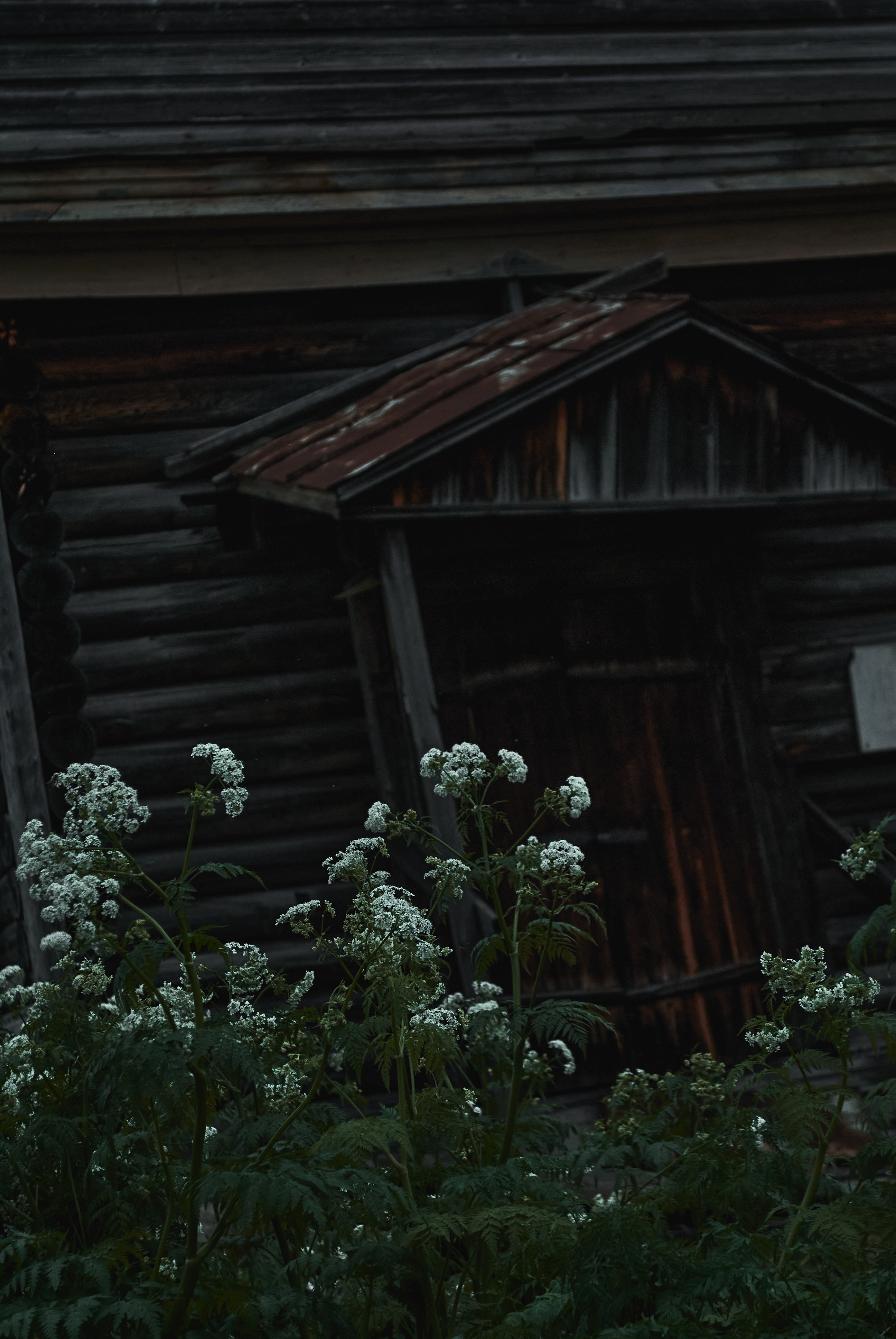
Западное крыльцо
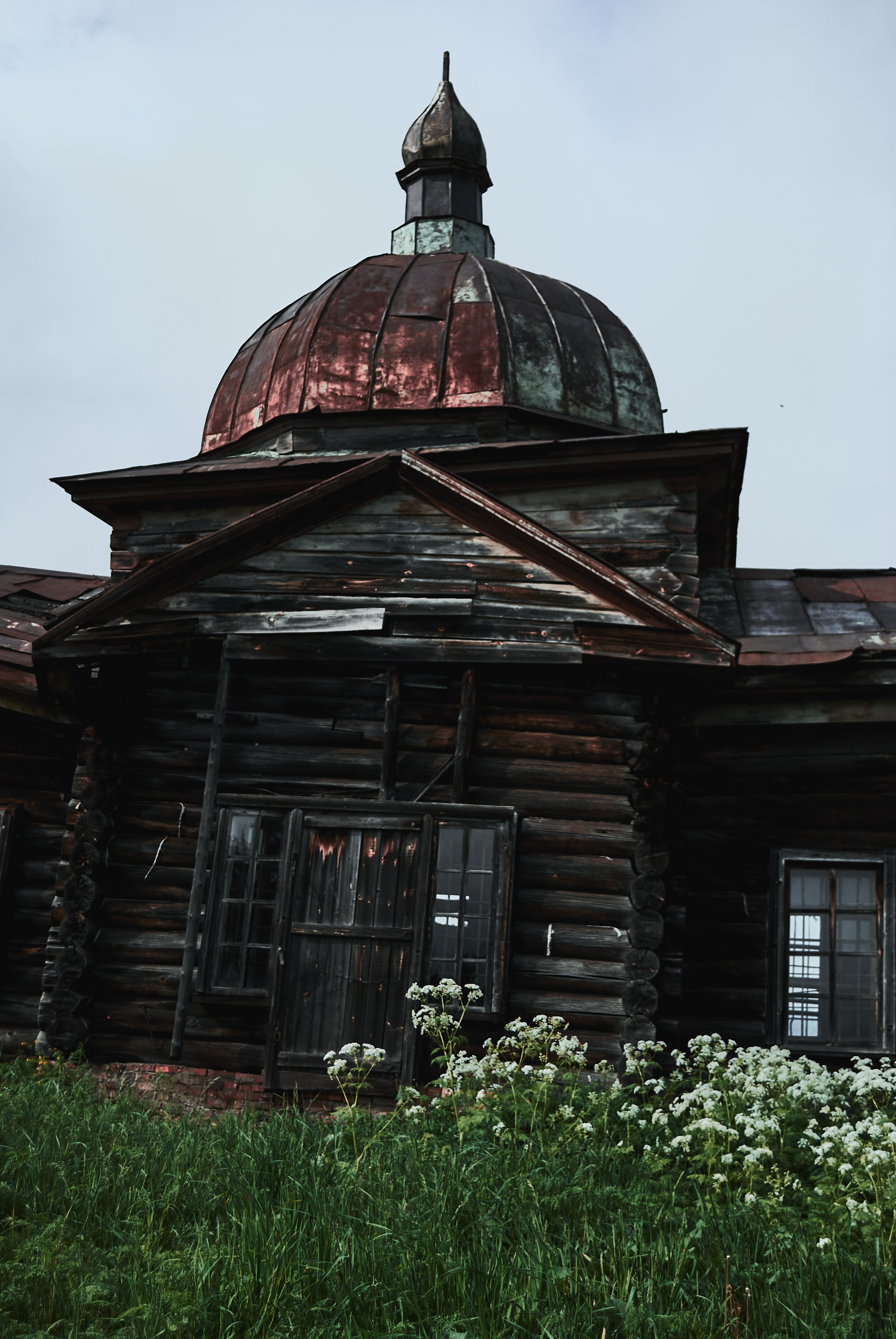
Основной объём храма